# Qoornup Qeqertarsua (Insel, Nuuk)
Qoornup Qeqertarsua (nach alter Rechtschreibung K'ôrnup K'eĸertarssua; „Große Insel von Qoornoq“; dänisch Bjørneøen „Bäreninsel“) ist eine grönländische Insel im Distrikt Nuuk in der Kommuneqarfik Sermersooq.

## Geografie
Qoornup Qeqertarsua liegt im Nuup Kangerlua, etwa 25 km nordöstlich der Hauptstadt Nuuk. Im Westen befindet sich der Hauptarm des Fjords, während im Osten der Sund Qoornup Sullua liegt. Nordwestlich liegt die kleine Insel Qeqertannguaq, auf der gegenüberliegenden Seite des Qoornup Sullua liegt östlich die große Insel Qeqertarsuaq (Storø) und im südlich liegt die Insel Sermitsiaq (Sadelø).
Zwischen dem südwestlichen Kap Aarnit und dem nordöstlichen Kap Iliverpassuit Nuuat misst sie etwa 28,5 km. Der südliche Teil der Insel hat eine maximale Höhe von 1031 m am Qaarusuup Qaqqaa. Nördlich davon liegt das seenreiche Tal Naqerloq Killeq (im Osten) bzw. Iterlassuaq Kangilleq (im Westen), das nur zwischen 100 und 200 m über dem Meeresspiegel liegt. Der größere Nordteil der Insel hat eine maximale Höhe von 1227 am Naajannguit Timiliat sowie eine ähnliche Höhe am Qoornup Qaqqarsua. Der Berg Marasisoq erreicht ebenfalls eine Höhe von über 1000 m.

## Geschichte
Auf der Insel befinden sich mehrere archäologische Fundstätten verschiedener Kulturen. An der im Nordostküste liegt die wohl zeitweise mit Qoornup Qeqertarsua verbundene Insel Qoornoq, auf der sich das verlassene Dorf Qoornoq befindet. An der Südspitze von Qoornup Qeqertarsua liegt zudem der 1929 aufgegebene Wohnplatz Qaarusuk.